# Italia Perdida
Italia Perdida (Italia perduta) è una formazione geologica, situata a nord-ovest del Dipartimento di Potosí, nella Provincia di Nor Lípez in Bolivia. La località più vicina è il villaggio di Mallcu Villamar.

## Descrizione
È una pianura, il cui strato superiore, costituito da sedimenti morbidi, è stato completamente distrutto sotto l'effetto di venti e precipitazioni atmosferiche, ma una serie di rocce sono rimaste sopra la superficie desertica piatta. Queste rocce sono fatte di arenaria rossa. Alcune formazioni rocciose hanno ottenuto i loro nomi: Camello, Copa del Mundo  (Coppa del Mondo)...

## Storia di origine del nome
Secondo la leggenda, il primo visitatore di questi luoghi fu un italiano che si perse nel deserto Boliviano, che non riuscì a trovare la strada del ritorno e morì.

## Galleria d'immagini

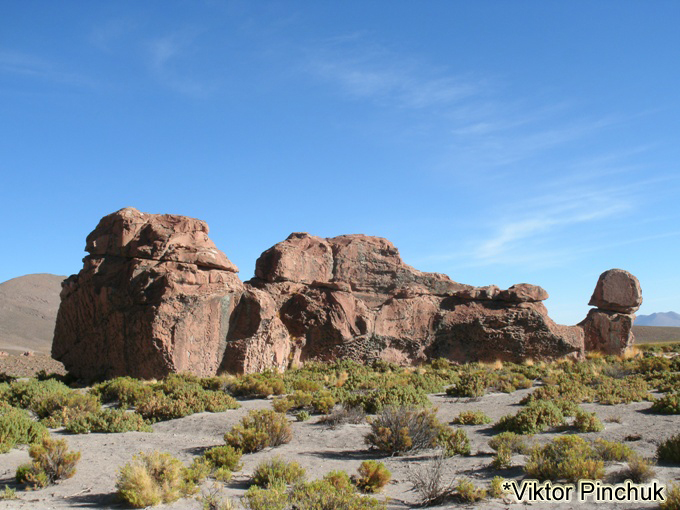
Italia Perdida(1)
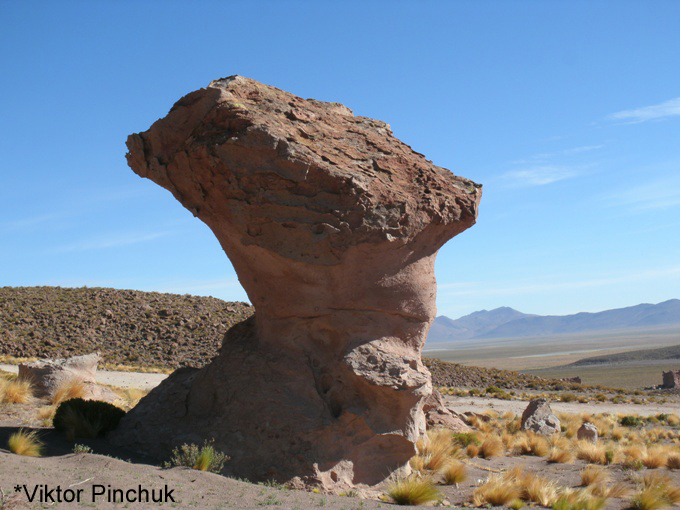
Italia Perdida(2)
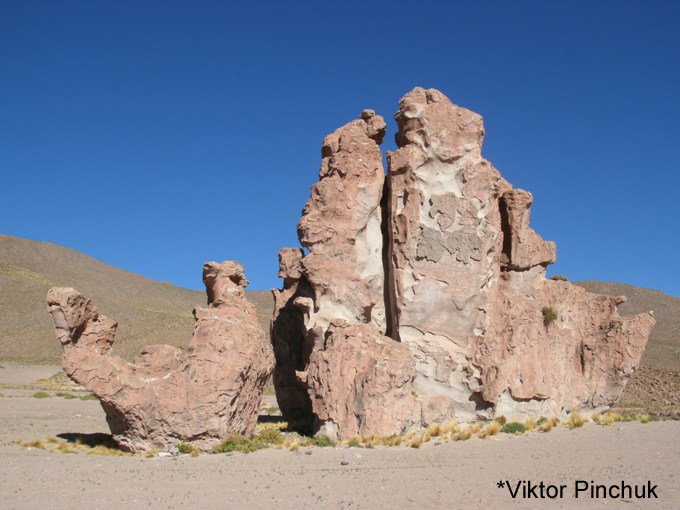
Italia Perdida(3)
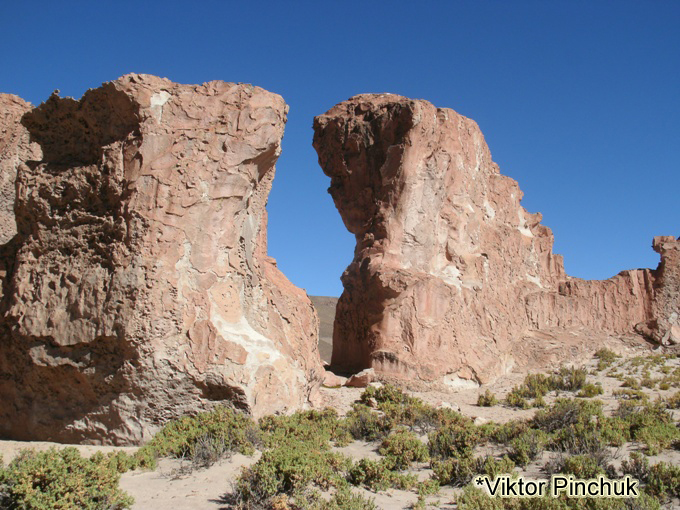
Italia Perdida(4)
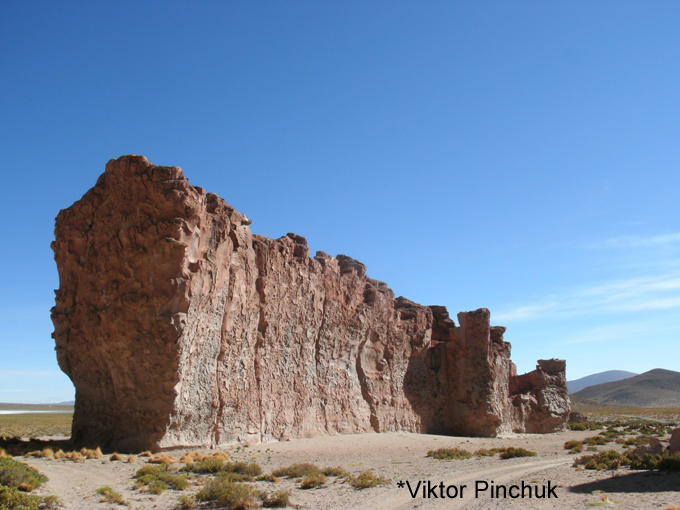
Italia Perdida(5)